# Oberhambacher Schulhaus
Das Oberhambacher Schulhaus ist ein denkmalgeschütztes Bauwerk in Neustadt an der Weinstraße.

## Lage
Das Bauwerk befindet sich im Stadtteil Hambach an der Weinstraße unmittelbar an der Deutschen Weinstraße und ist Teil der Denkmalzone Oberhambach. In unmittelbarer Nähe befinden sich außerdem die katholische Kirche St. Jakobus, das Gründerzeitliche Herrenhaus Grohé und das Katholische Pfarrhaus.

## Geschichte
Das Gebäude diente einst als Schulhaus von Hambach und wurde 1724 als Winkelbau errichtet. 1822 folgte ein Umbau im Stil des Klassizismus. 1876 zog die Schule in ein neu errichtetes Gebäude weiter südlich entlang der Weinstraße um, wodurch das Bauwerk seine ursprüngliche Funktion verlor. Nach einem Brand wurde das frühere Schulhaus 1909 schließlich um ein Mansardendach aufgestockt und stilistisch um den Heimatstil überformt.
Ab 1935 löste es das alte Rathaus als Sitz der Gemeindeverwaltung ab, ab 1969 – nach der Eingemeindung Hambachs nach Neustadt – als Sitz des Ortsbeirats, ehe die Verwaltung 1983 wieder ins zuvor genutzte Gebäude zog. Mittlerweile befindet sich das Anwesen in Privatbesitz.
Im Laufe der 2000er Jahre wurde am Bauwerk – wie bei vielen anderen innerhalb von Hambach – eine Infotafel mit der Überschrift Oberhambacher Schulhaus angebracht, die einen geschichtlichen Abriss über das Gebäude enthält.